# Bunchosia plowmanii
Bunchosia plowmanii är en tvåhjärtbladig växtart som beskrevs av W.R. Anderson. Bunchosia plowmanii ingår i släktet Bunchosia och familjen Malpighiaceae. Inga underarter finns listade i Catalogue of Life.